# Sverresborg (Trondheim)

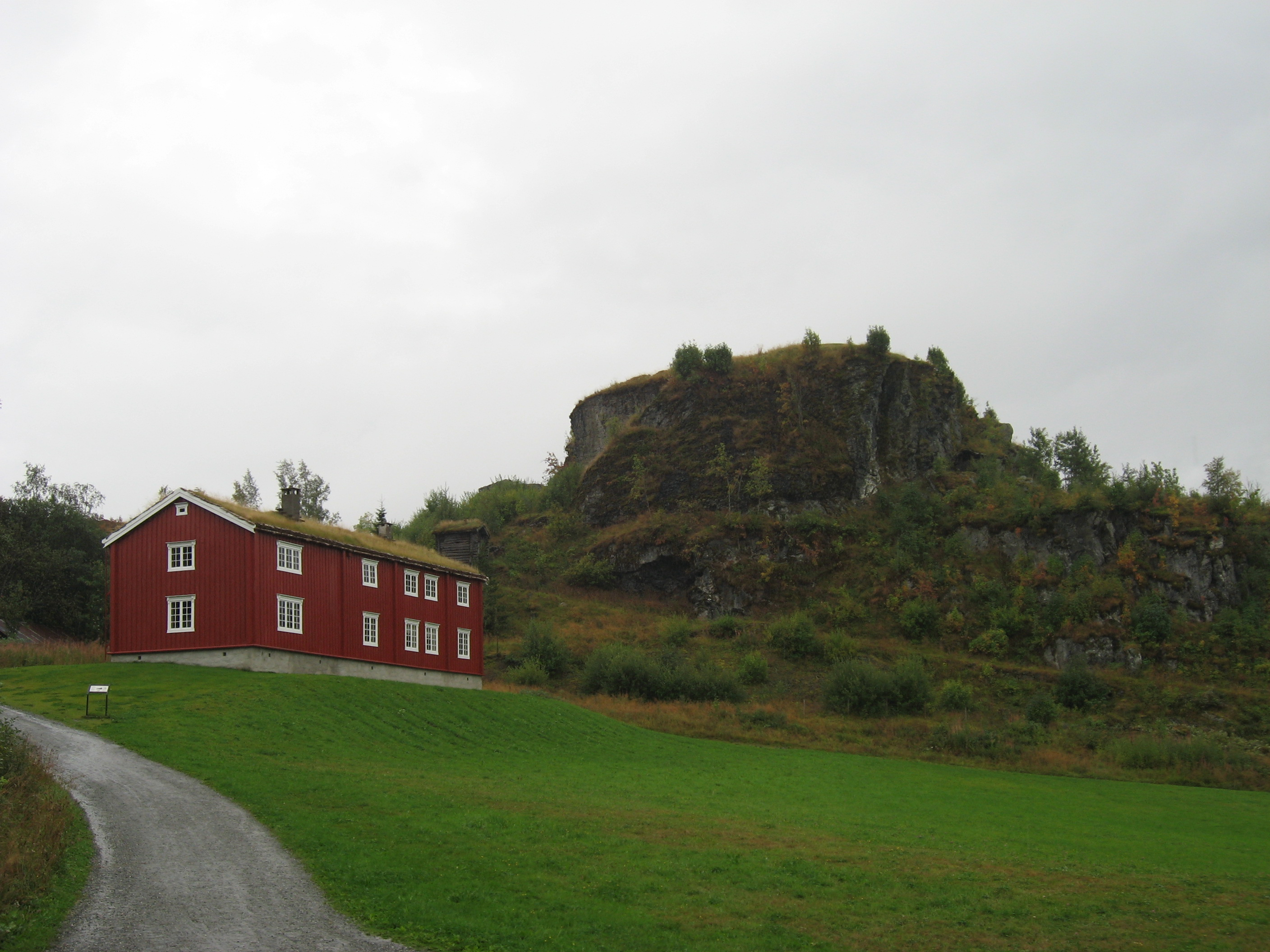
Sverresborg.

Sverresborg of het kasteel van Sverre Sigurdsson (ook wel Zion genoemd, naar het kasteel van Koning David in Jeruzalem) was een hoogteburcht gebouwd in het middeleeuwse Nidaros (later bekend als Trondheim) door Sverre Sigurdsson. De ruïne is tegenwoordig een openluchtmuseum voor de regio Trøndelag, dat het samen vormt met Sør-Trøndelag en Nord-Trøndelag.

## Geschiedenis
Sverre Sigurdsson, die koning van Noorwegen was van 1184-1202, leidde in 1177 de Birkebeiners naar Trøndelag. Daar werd in juni, Sverre uitgeroepen tot koning in Øretinge, een Ding uitspraak door een groep hoofdmannen gevestigd in Trøndelag. Dit was een belangrijk symbolisch evenement, omdat nieuwe Noorse koningen hier werden gekozen. Na deze gebeurtenis vertrokken de Birkebeiners naar het zuiden en overwinterden in Østerdalen. In de lente van 1178 trokken de Birkebeiners weer terug naar Trøndelag, waar ze de stad Nidaros bestormden en belegerden. Na verslagen te zijn vertrokken ze weer zuidwaarts, tot ze de regerend koning Magnus en zijn leger tegen kwamen bij Ringerike, die ze wisten te verslaan. Aangemoedigd door hun overwinning trokken de Birkebeiners weer naar Trøndelag, waar ze de winter van 1178 in Nidaros verbleven.

### Bouw kasteel
In de winter van 1182/83 gaf Sverre de opdracht tot de bouw van de Sverreborg, dit gaf hem meer veiligheid en een makkelijk te verdedigen burcht, van waaruit hij kon werken. De stenen voor het bouwen van de burcht waren aanwezig op korte afstand (circa 6000 meter) in een steengroeve die ook gebruikt was voor de bouw van de Nidaros Dom. Omdat de aartsbisschop van Nidaros, een vazal van Koning Magnus, in ballingschap leefde in Engeland van 1180 tot 1183, waren de steenhouwers gilde ook beschikbaar. Het werk verliep snel en Sverre besloot met zijn krijsmannen gedurende vastentijd in 1183 het kasteel tijdelijk te verlaten.
De Slag bij Fimreite in 1184 was de laatste en beslissende worsteling tussen de Birkebeiners en de Heklingers, Koning Magnus verdronk en Koning Sverre werd na 6 jaar van oorlog de onbestreden koning van Noorwegen. Maar de vrede zou niet lang aanhouden.

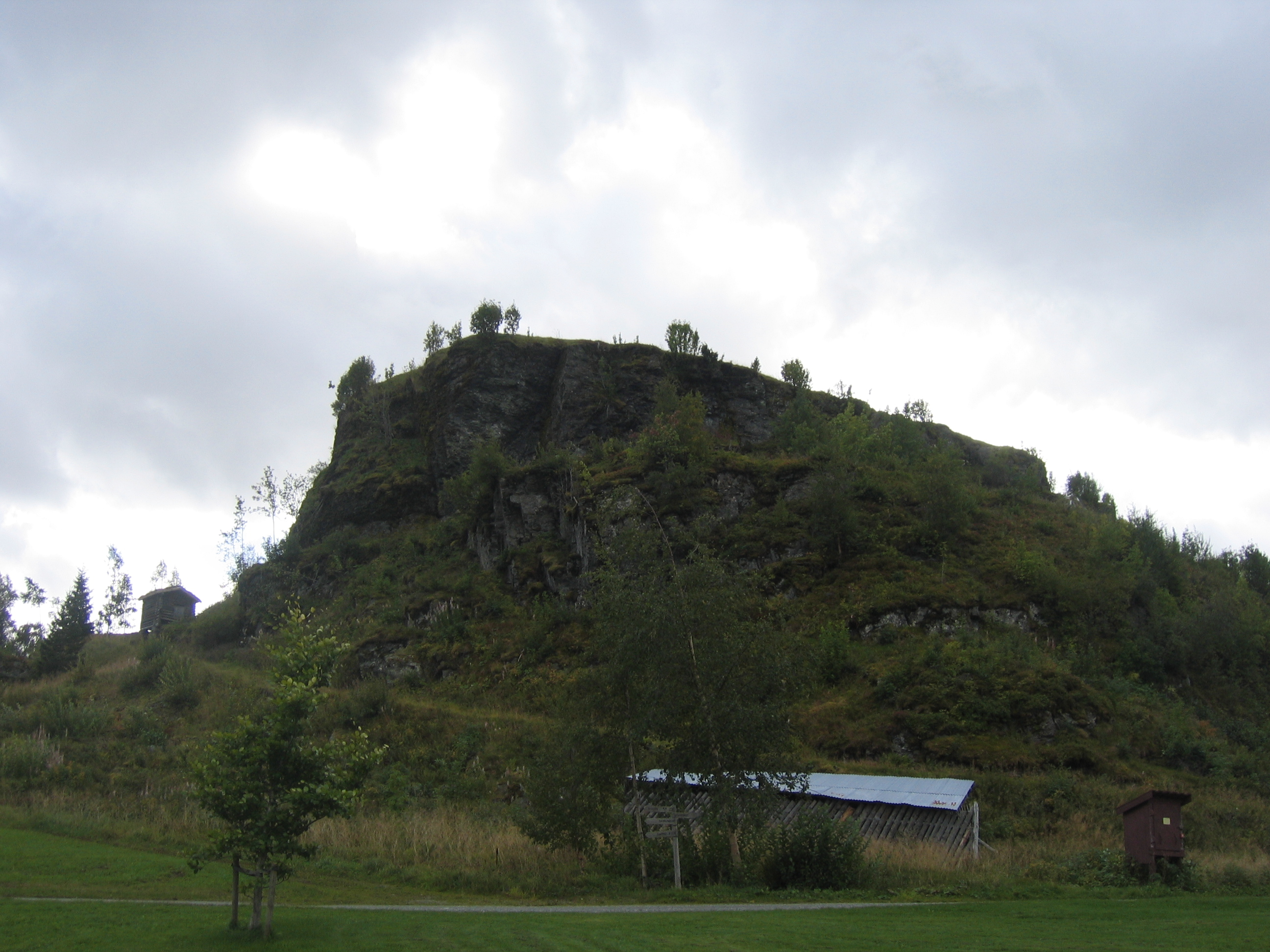
Noordzijde van de borg
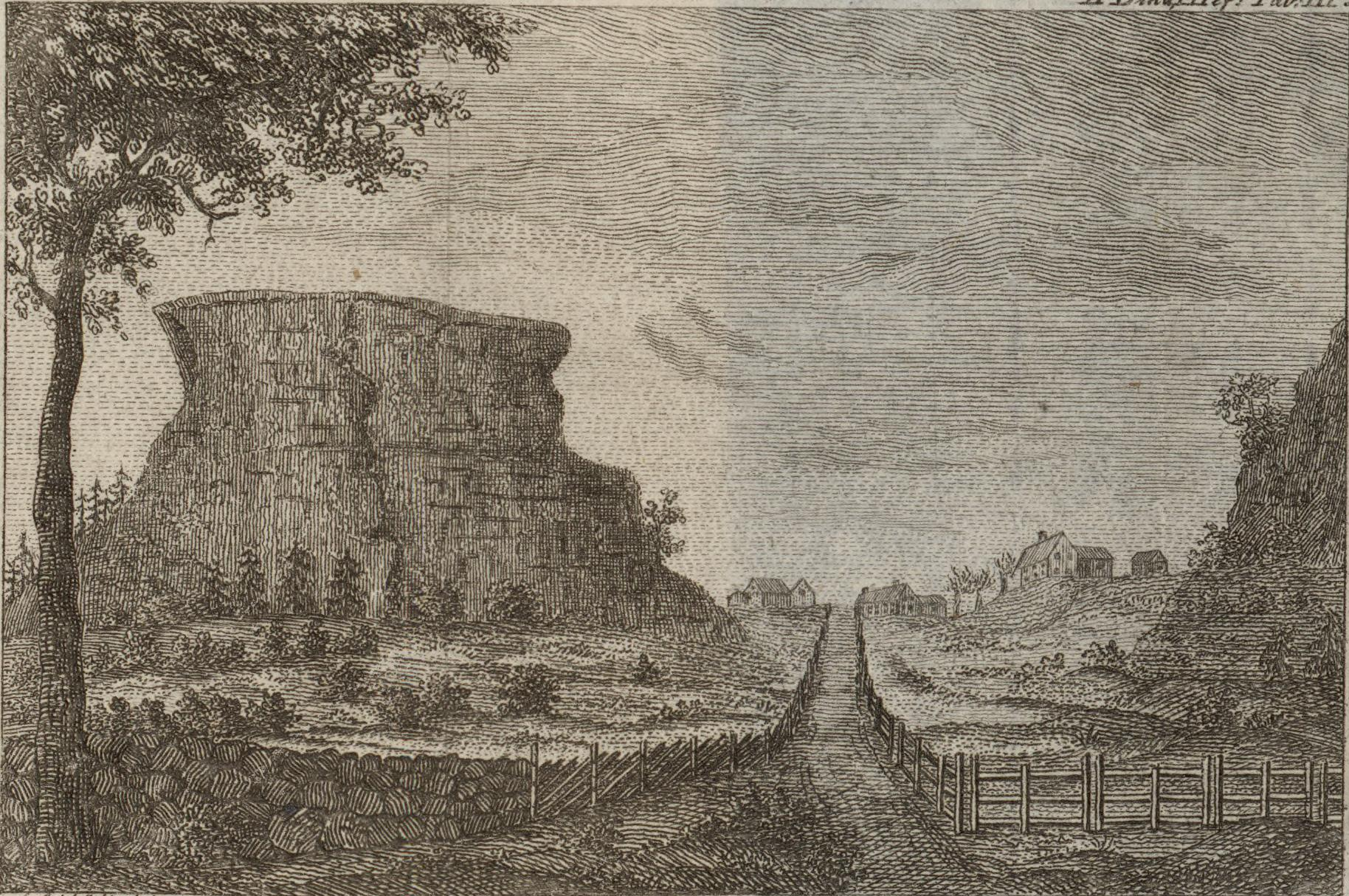
De Sverreborg rond 1815
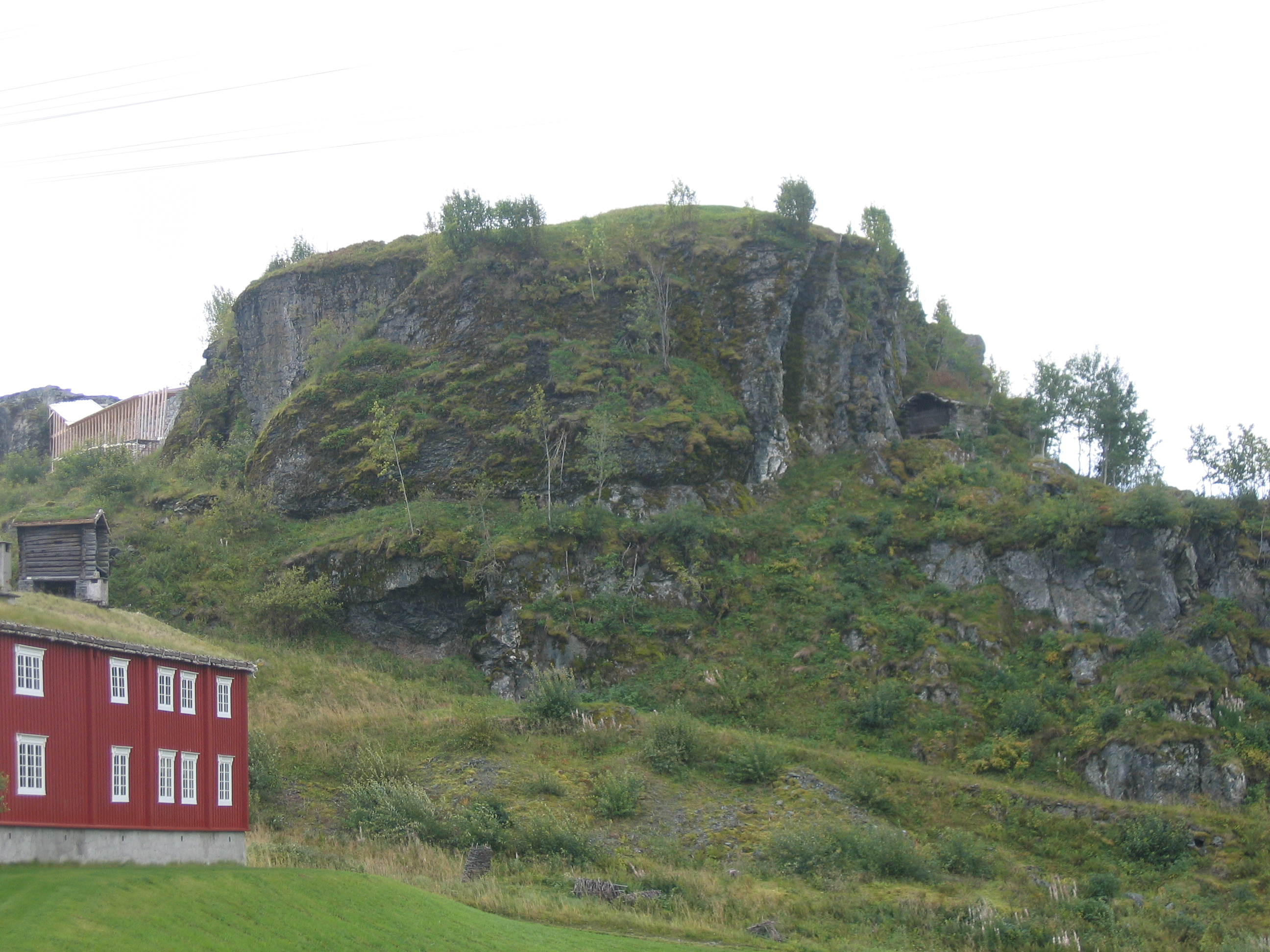
Uitzicht op het voormalig kasteel
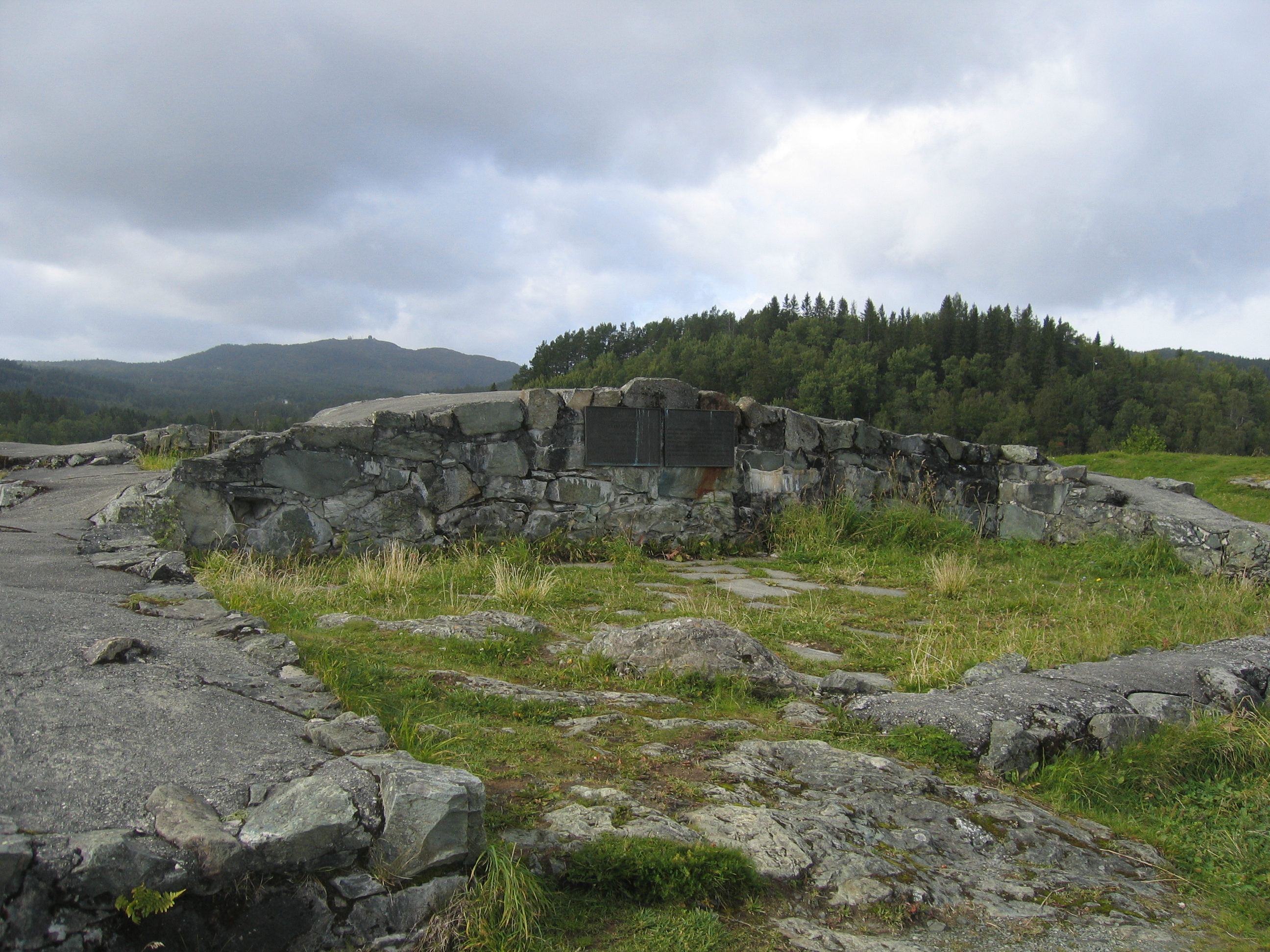
Rest ruïnes op de berg

## Sverreborg Trøndelag Volksmuseum
In 1914 werd besloten dat de omtrek rond de ruïne van kasteel Sverreborg tot een openlucht museum verbouwd zou worden. De kasteelruïne is tegenwoordig het centrale punt van het Trøndelag-volksmuseum. Het museum werd opgericht in 1909 door een groep enthousiastelingen, die spullen en objecten gingen verzamelen voor behoud van erfgoed in de streek. Het gebied rond het museum werd gebruikt als opslagplaats, die door de jaren heen steeds groter werd aan verzamelingen. Het Sverresborg Trøndelag Volksmuseum is een van de grootste cultureelerfgoedmuseums van Noorwegen. Er staan meer dan 60 gebouwen op het grondgebied, dat een diversiteit aan oude etnische beschavingen presenteert.